# John Adams – Freiheit für Amerika
John Adams – Freiheit für Amerika ist eine US-amerikanische Miniserie von HBO, zu deren ausführenden Produzenten der zweifache Oscarpreisträger Tom Hanks zählt. Sie basiert auf dem gleichnamigen Buch von David McCullough aus dem Jahr 2001 und erzählt vom politischen Leben des US-Präsidenten John Adams und seiner Rolle bei der Gründung der Vereinigten Staaten. Die Erstausstrahlung der siebenteiligen Miniserie erfolgte vom 16. März bis zum 20. April 2008 beim Kabelsender HBO.
John Adams erhielt breites Kritikerlob und viele Auszeichnungen, darunter vier Golden Globe Awards und 13 Emmys.

## Handlung
Die Handlung der Serie rekonstruiert die ersten 50 Jahre in der Geschichte des Bestehens der Vereinigten Staaten und setzt im Jahr 1770 an. Gezeigt werden die Belagerung von Boston, in den Jahren 1775 bis 1776, und der darauf stattfindende Amerikanische Unabhängigkeitskrieg. Weitere geschichtlich relevante Stationen, die die Serie zeigt, sind die Bildung des Kontinentalkongresses im Jahr 1774, und die Unterzeichnung der Unabhängigkeitserklärung, nur zwei Jahre später.
Parallel dazu rekonstruieren die Autoren die Leben der zu jener Zeit agierenden Politiker, und vor allem des zweiten Präsidenten der jungen Vereinigten Staaten, John Adams und seiner Liebe zu seiner Frau Abigail. Die siebenteilige Miniserie endet mit dem Tod des US-Politikers im Jahr 1826.

## Produktion und Ausstrahlung
Die Serie, die auf dem Buch des Pulitzer-Preisträgers David McCullough basiert, wurde 2007 an Schauplätzen in Ungarn und im US-Bundesstaat Virginia gedreht. Als Hauptdarsteller wurden ausschließlich Briten oder US-Amerikaner verpflichtet, die in Bundesstaaten an der Ostküste der Vereinigten Staaten geboren wurden, den Originalschauplätzen der Filmgeschichte. Die Erstausstrahlung in den Vereinigten Staaten erfolgte jeweils sonntags vom 16. März bis zum 20. April 2008 beim Kabelsender Home Box Office.
In der Schweiz wurde die Miniserie in der Originalfassung mit Untertiteln im Sommer 2009 bei SF zwei gezeigt. Die deutschsprachige Erstausstrahlung wurde darüber hinaus vom 13. Januar bis zum 24. Februar 2013 bei Sky Atlantic HD gezeigt. Die Synchronsprecher für die deutsche Fassung sind:
- John Adams: Claus-Peter Damitz
- Abigail Adams: Claudia Lössl
- George Washington: Claus Brockmeyer
- Nabby Adams: Marieke Oeffinger
- Alexander Hamilton: Marcus Off
- John Hancock: Jakob Riedl
- Benjamin Franklin: Reinhard Glemnitz
- Samuel Adams: Christoph Jablonka
- Thomas Jefferson: Hans-Georg Panczak
- Benjamin Rush: Manfred Trilling
- Admiral d’Estaing: Étienne Gillig
- Captain Preston: Ekkehardt Belle
- Elbridge Gerry: Ole Pfennig
- James Duane: Thomas Albus
- John Dickinson: Tobias Lelle
- Jonathan Sewall: Matthias Klie
- Richard Palmes: Thomas Wenke
- Richter Lynde: Hans-Rainer Müller
- Robert Treat Paine: Crock Krumbiegel
- Sally Smith Adams: Kathrin Gaube

## Episodenliste
| Nr. | Deutscher Titel         | Originaltitel     | Erstausstrahlung USA | Deutschsprachige Erstausstrahlung (D) | Regie      | Drehbuch                      | Dauer  |
| --- | ----------------------- | ----------------- | -------------------- | ------------------------------------- | ---------- | ----------------------------- | ------ |
| 1   | Das Massaker von Boston | Join or Die       | 16. März 2008        | 13. Jan. 2013                         | Tom Hooper | Kirk Ellis                    | 68 min |
| 2   | Der Ruf nach Freiheit   | Independence      | 16. März 2008        | 20. Jan. 2013                         | Tom Hooper | Kirk Ellis                    | 88 min |
| 3   | Krieg dem König!        | Don’t Tread on Me | 23. März 2008        | 27. Jan. 2013                         | Tom Hooper | Kirk Ellis                    | 66 min |
| 4   | Der erste Präsident     | Reunion           | 30. März 2008        | 3. Feb. 2013                          | Tom Hooper | Kirk Ellis & Michelle Ashford | 63 min |
| 5   | Amerika in Gefahr       | Unite or Die      | 6. Apr. 2008         | 10. Feb. 2013                         | Tom Hooper | Kirk Ellis                    | 61 min |
| 6   | Der Preis des Friedens  | Unnecessary War   | 13. Apr. 2008        | 17. Feb. 2013                         | Tom Hooper | Kirk Ellis                    | 76 min |
| 7   | Die Versöhnung          | Peacefield        | 20. Apr. 2008        | 24. Feb. 2013                         | Tom Hooper | Kirk Ellis                    | 60 min |

## Auszeichnungen
Bei der Primetime-Emmy-Verleihung 2008 konnte die Miniserie in den Kategorien Beste Miniserie, Bester Hauptdarsteller in einer Miniserie oder einem Fernsehfilm für Paul Giamatti, Bester Nebendarsteller in einer Miniserie oder einem Fernsehfilm für Tom Wilkinson und Beste Hauptdarstellerin in einer Miniserie oder einem Fernsehfilm für Laura Linney gewinnen.
Bei den Golden Globe Awards 2009 gewann John Adams vier der fünf vergebenen Auszeichnungen im Bereich Miniserie/Fernsehfilm. Bei den Screen Actors Guild Awards 2009 konnten die Schauspieler Paul Giamatti und Laura Linney den Award in den Kategorien Beste Darstellerin bzw. Bester Darsteller in einem Fernsehfilm oder Miniserie gewinnen.